# Sárgalábú kanalasgém
A sárgalábú kanalasgém vagy sárgacsőrű kanalasgém (Platalea flavipes) a madarak (Aves) osztályának a gödényalakúak (Pelecaniformes) rendjébe, ezen belül az íbiszfélék (Threskiornithidae) családjába és a kanalasgémformák (Plataleinae) alcsaládjába tartozó faj.
Egyes rendszerbesorolások a Platibis nemhez sorolják Platibis flavipes néven.
A magyar név forrással nincs megerősítve.
Nevüket csőrük kanálszerűen kiszélesedő végéről kapták. Neve szerint gém, de nem az ő rokonuk, hanem íbiszfélékhez tartozik.

## Előfordulása
Ausztrália területén honos, de Új-Zélandra is elvetődik.

## Megjelenése
Tollazata piszkosfehér, csőre és lába sárga.

## Életmódja
A sekély vízben csőrének kaszáló mozgásával fogja meg halakból, rovarlárvákból és férgekből álló táplálékát.
|  |